# Jarše (Ljubljana)

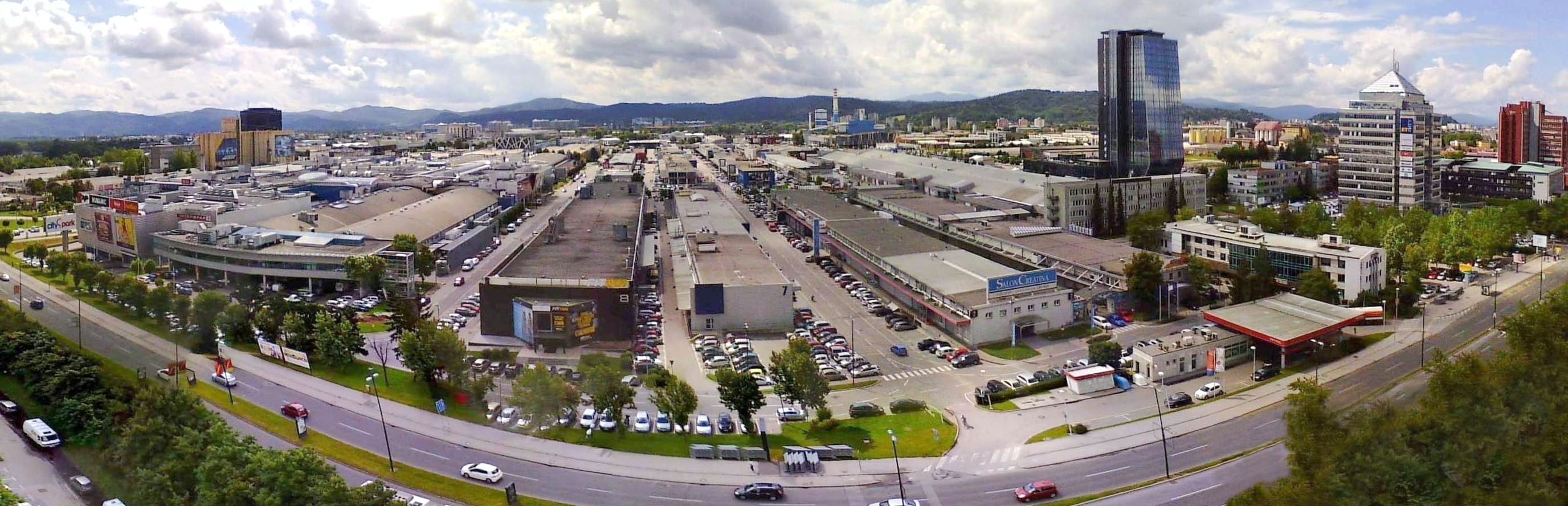
BTC City, Jarše

Jarše ist der Name des Stadtbezirks 6 der slowenischen Hauptstadt Ljubljana. 
Es handelt sich um einen eher ländlichen Bezirk der folgende Gebiete und ehemaligen Dörfer umfasst: Nove Jarše, Obrije, Šmartno ob Savi, Hrastje, Sneberje und Zelena jama. Interessant ist, dass das alte Save-Dorf Jarše, von dem der Name des Bezirks stammt, zum Nachbarbezirk Bežigrad gehört. 
Der Bezirk grenzt an die Stadtbezirke Črnuče im Norden jenseits der Save, Polje im Osten (getrennt durch die Ringautobahn), Moste im Süden jenseits der Eisenbahnlinie, Bezigrad im Westen östlich des Žale-Friedhofs.
Im südlichen Teil von Jarse befindet sich die BTC City, eines der größten Einkaufszentren in Europa.